# Torroella de Montgrí
Pour les articles homonymes, voir Torroella.
Torroella de Montgrí est une commune de la comarque du Baix Empordà dans la province de Gérone en Catalogne (Espagne).

## Culture locale et patrimoine

### Lieux et monuments
Le village est dominé par le Château de Montgrí.

### Personnalités liées à la commune
- José Ferrer (1835-1916) : guitariste né à Torroella de Montgrí.
- Esther Sullastres (née en 1993), joueuse de football espagnole

## Musique
- Festival de musique de Torroella de Montgrí, d'où est issu l'ensemble Acadèmia 1750

## Galerie de photos

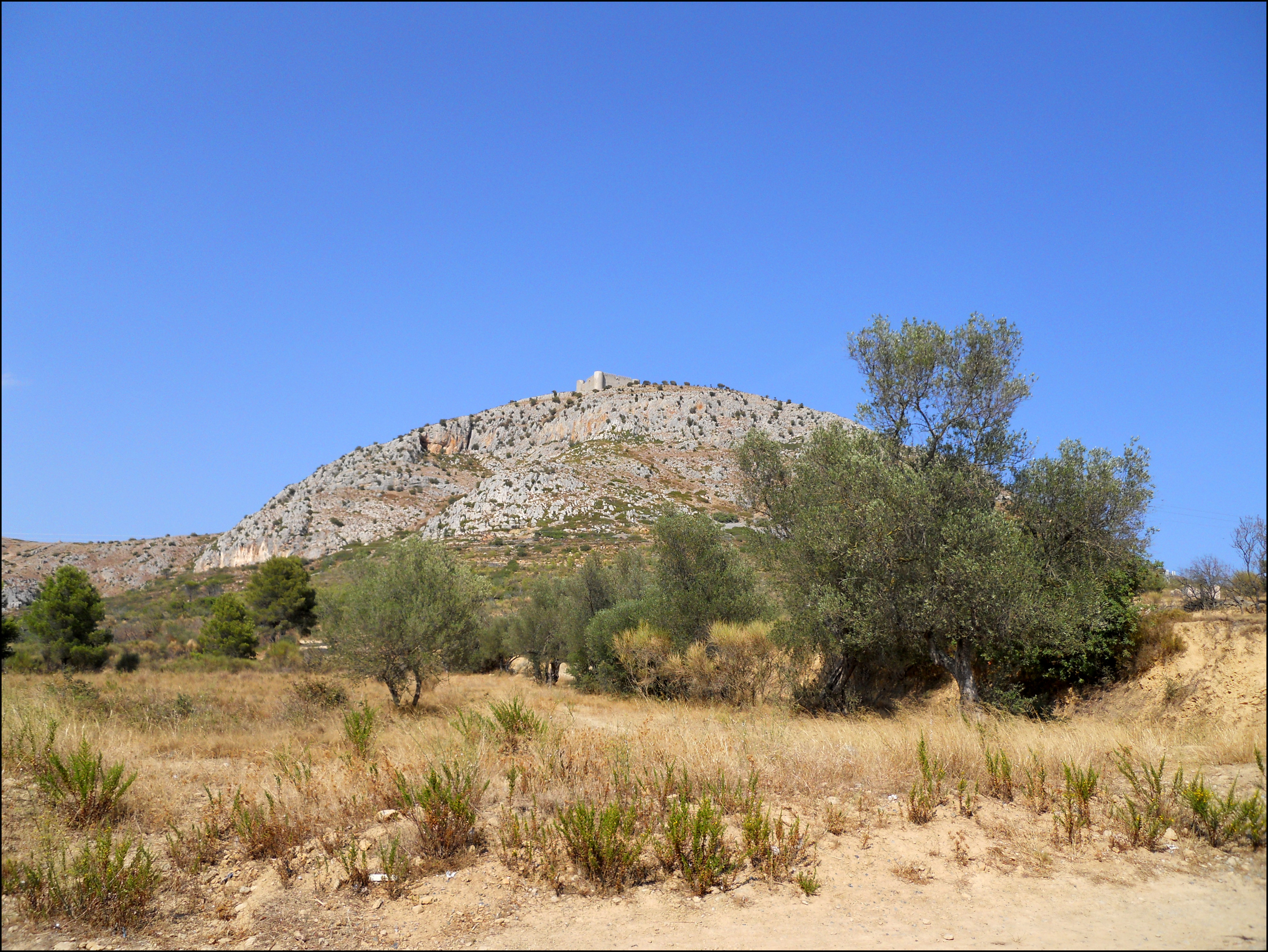
Château de Torroella (vue 1).
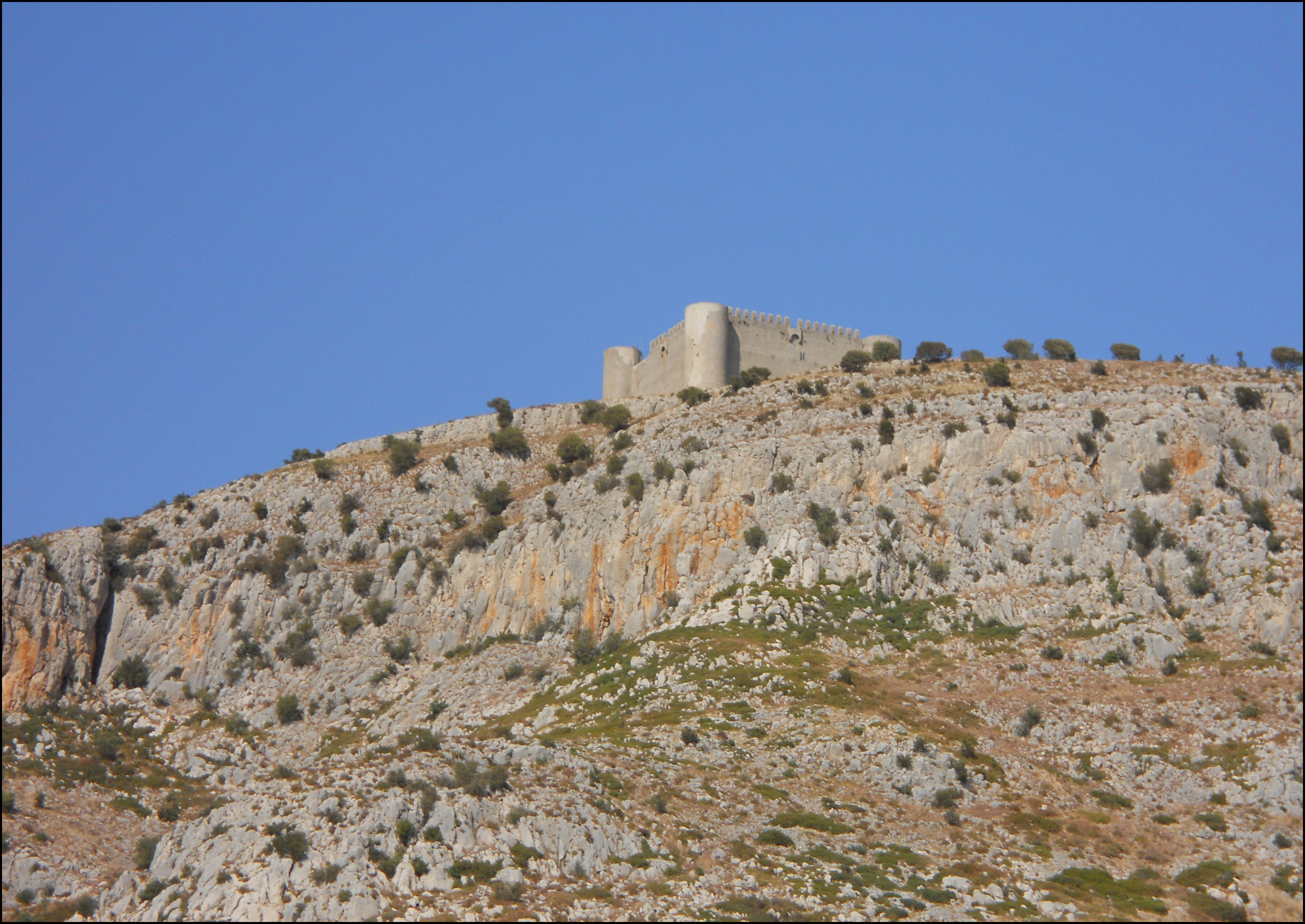
Château de Torroella (vue 2).
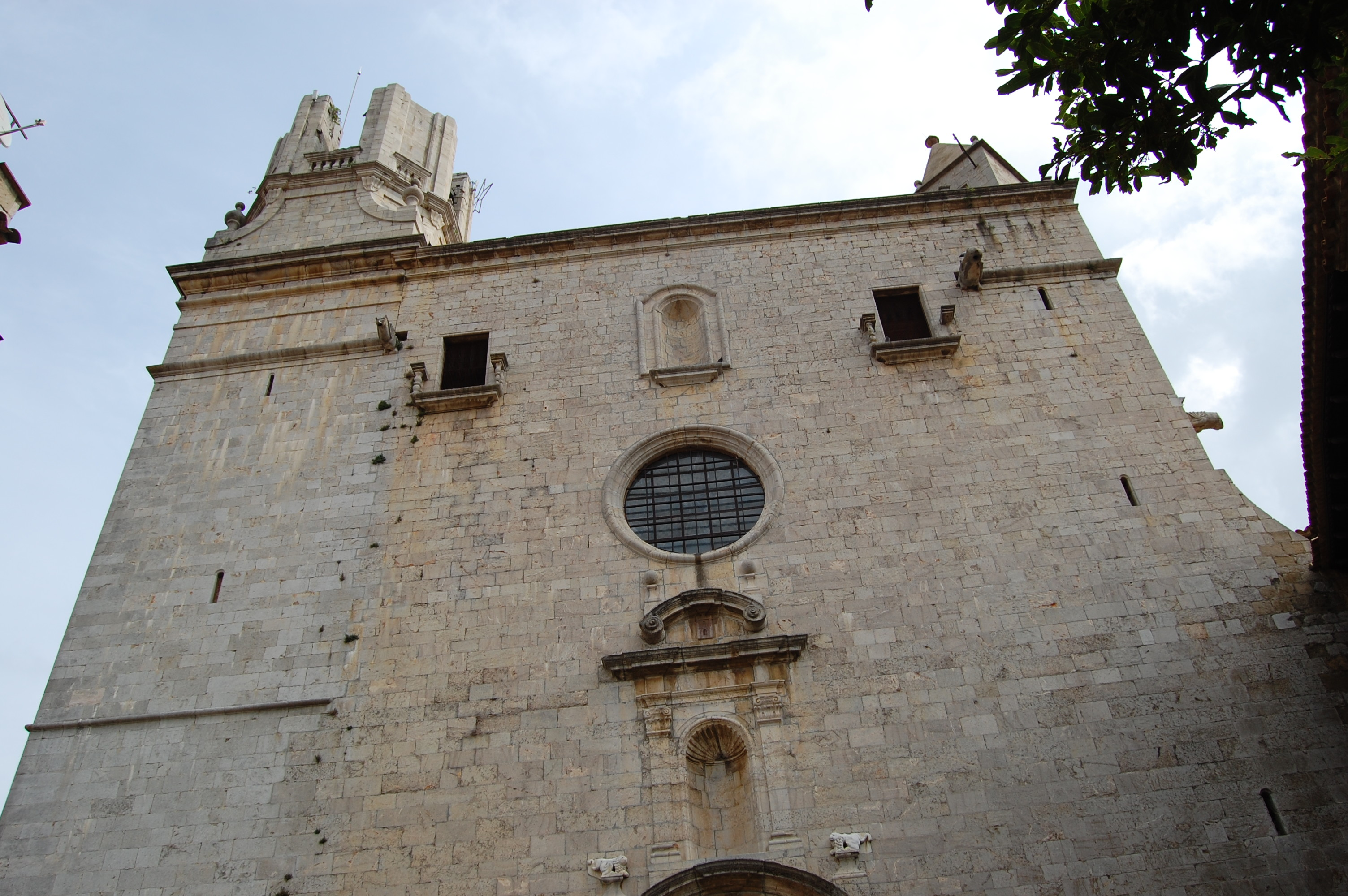
Eglise de Torroella.
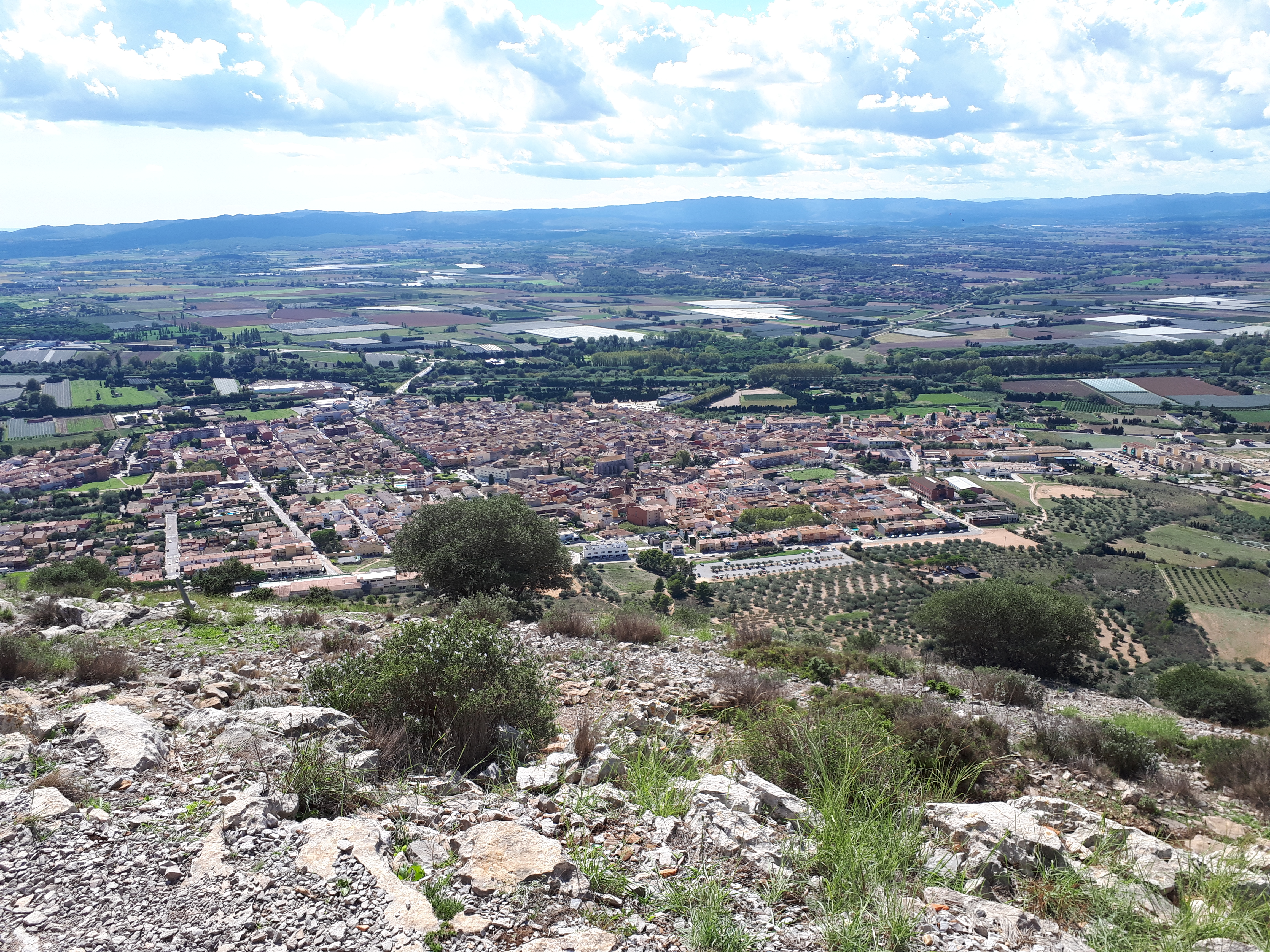
La ville vue depuis le château.